# Just Like a Woman
„Just Like a Woman“ je píseň amerického hudebníka Boba Dylana. Vyšla v červnu roku 1966 na jeho sedmém albu Blonde on Blonde a nedlouho poté též jako singl, na jehož B-straně se nacházela píseň „Obviously 5 Believers“. Singl se umístil na 33. příčce hitparády Billboard Hot 100. Již v červenci 1966 slavila s coververzí písně úspěchy kapely Manfred Mann, jejíž verze se ve Spojeném království vyšplhala na desáté místo zdejší hitparády. Magazín Rolling Stone píseň zařadil na 232. příčku žebříčku 500 nejlepších písní všech dob. Vlastní verze písně dále vydali například Joe Cocker, Steve Howe a Nina Simone.
česká coververze
Pod názvem „Hledej si cestu“ s textem Jana Sochora ji nahrál v roce 1974 Bob Frídl.